# Станіслав Треля
Станіслав Треля (пол. Stanisław Trela, 19 квітня 1892, Журовички — 1950, місце смерті невідоме) — архітектор, відомий проектами, реалізованими в Івано-Франківську.

## Біографія
Народився 19 квітня 1892 в с. Журовички Підкарпатського воєводства в родині вчителя Юзефа Трелі. За кілька років родина виїхала до Перемишля, де батько отримав посаду. У Перемишлі закінчив школу і вступив до Львівського університету. 1913 року перейшов на навчання до Львівської політехніки на факультет загального будівництва. Під час Польсько-української війни служив у Війську польському. Демобілізувався в ранзі поручника піхоти. Продовжив навчання на факультеті архітектури, здобувши диплом 1924 року. Серед викладачів із фаху був зокрема Вітольд Мінкевич. Працював у Станиславові (нині Івано-Франківськ) від 1925 року. Обраний головою товариства уповноважених будівничих. Друкував фахові статті у місцевій пресі. 28 березня 1927 року став членом Політехнічного товариства у Львові. Проживав на вулиці Гославського, 17 (тепер вулиця Вітовського). Відомо про прохання від 1930 року на видачу паспорта для виїзду за кордон для навчання. Найбільш пізня згадка про роботу в Івано-Франківську походить із 1932 року.
Роботи в Івано-Франківську
- Конкурсний проєкт костелу Короля Христа на вулиці Вовчинецькій, 93 і плебанії (1925). Здобув перше місце. Експонувався в салоні Товариства приятелів красних мистецтв у Львові.[3] Будівництво тривало до 1939 року.
- Перебудова фасаду будівлі Музично-драматичного товариства ім. Станіслава Монюшка. Первісна будівля у стилі неоренесансу споруджена 1891 року за проєктом Юзефа Лапіцького. У 1920-х роках Товариство ухвалило рішення зробити перебудову, яку реалізував Станіслав Треля в 1928—1929 роках. Тепер це Івано-Франківська обласна філармонія на вулиці Курбаса, 3.
- Проєкт ремісничо-торгової бурси на вулиці Січових Стрільців, 37. Виконаний на замовлення Об'єднання польських міщан. Реалізований у 1931—1931 роках.
- Ратуша в Івано-Франківську. Спорудження велось у 1929–1939 роках. Використано частину вежі старої ратуші XVIII ст. Стилістично експресіоністська, з елементами ар деко.
- Відбудова дому «Сокола» після пожежі 1927 року. Добудовано споруду кінотеатру на 600 осіб, відомого під назвою «Ton».
- Будинок жіночої школи ім. Емілії Плятер та чоловічої ім. Григорія Пірамовича на вул. Матейка, 34. Початковий проєкт 1914 року розробив Ян Томаш Кудельський. Будівництво розпочато вже після Першої світової війни, але 1923 року ймовірно через економічну кризу зупинено. 1928 року завершення доручено Трелі, який переробивши проєкт, надав фасадові рис неокласицизму.
- Дім пожежної охорони (1930).
- Керівництво реконструкцією вірменської церкви.
- Реставрація фасадів колегіати в Івано-Франківську згідно з проєктом 1928 року.[4] Дзвіниця цього ж храму у стилі функціоналізму (1932).

Інші роботи
- Конкурсний проєкт логотипу сокільського з'їзду у Львові. Здобув одне з двох других місць. 1922 рік.[5]